# HD13776
HD13776 — хімічно пекулярна зоря спектрального класу A0, що має видиму зоряну величину в смузі V приблизно  9,5.
Вона  розташована на відстані близько 751,5 світлових років від Сонця.